# Rokytnice nad Rokytnou
Rokytnice nad Rokytnou, bis 1921 Roketnice (deutsch Roketnitz) ist eine Minderstadt in Tschechien. Sie liegt neun Kilometer südwestlich von Třebíč und gehört zum Okres Třebíč.

## Geographie
Rokytnice befindet sich im Süden der Böhmisch-Mährischen Höhe am Oberlauf des Flüsschens Rokytná. Nordöstlich des Dorfes erhebt sich der Hügel Zadní hora (633 m), im Osten der Horní hora (583 m) und westlich der Spálený vrch (646 m).
Nachbarorte sind Markvartice im Norden, Čechočovice und Stařeč im Nordosten, Mastník im Osten, Kojetice und Červený Mlýn im Südosten, Vísky, Sádek und Čáslavice im Süden, Římov im Südwesten, Dašov im Westen sowie Veverka und Chlístov im Nordwesten.

## Geschichte
Die erste schriftliche Erwähnung des Dorfes erfolgte im Jahre 1190 in einer Urkunde des Klosters Klosterbruck. Seit 1220 ist die Existenz einer Pfarre in Roketnice belegt. Während der nach dem Tode Ottokar II. Přemysls ausgebrochenen Machtkämpfe bemächtigten sich verschiedene Adelsgeschlechter der klösterlichen Güter und der Pfarre in Roketnice, so dass Bischof Theoderich von Neuhaus die Rückgabe an das Kloster 1284 unter Androhung des Bannes durchsetzen musste. 1327 gelangte das Dorf zusammen mit Pokojovice und Březová im Zuge eines Tausches gegen Načeratice an die Brüder Hartlieb und Gerhard von Heraltice.
Als Jan von Heraltice 1386 die Güter Heraltice, Roketnice, Pokojovice und Zašovice an Filip von Lechovice überschrieben ließ, beanspruchte der Klosterbrucker Abt Zacharias Roketnice, Pokojovice und den Abtswald bei Heraltice unter Bezug auf einen im Tauschvertrag von 1327 enthaltene Rückfallklausel im Falle des Erlöschens des Geschlechts von Heraltice für das Kloster. Durch den Heiligen Stuhl wurde in einer 1386 ohne Kenntnis der Rechtslage verfassten und in Třebíč verlesenen Entscheidung die Rückgabe der strittigen Güter an das Kloster unter Androhung der Exkommunikation verkündet. Die Brüder Erhard und Jan von Heraltice verweigerten dies. 1392 kam es schließlich zu einer Einigung. Bischof Augustin entsprach einem Gnadengesuch und hob die Exkommunikation auf. Gegen eine finanzielle Entschädigung gaben die Gebrüder von Heraltice die Dörfer Roketnice und Pokojovice sowie den Abtswald an das Kloster zurück.
1663 verkaufte der Klosterbrucker Abt Norbert Pleyer das Dorf an Sekretär der böhmischen Hofkanzlei Daniel Pacht von Rajov auf Ronsperg. 1667 folgte der Znaimer Kreishauptmann Rudolf Wenzel Zawisch von Wossenitz als Besitzer. Er errichtete in der Mühle Vísky seinen Herrensitz. 1667 bestand das Dorf aus neun Vollhüfnern, zwei Drittelhüfnern, zwölf Halbhüfnern, drei Viertelhüfnern sowie vier Beisassen. Weitere sechs Anwesen des Dorfes lagen wüst. Nach dessen Tode verkaufte seine Witwe Katharina das Dorf 1695 an die Herrschaft Sádek.
Im Jahre 1794 lebten in den 56 Häusern des Dorfes 430 Menschen.
Nach der Aufhebung der Patrimonialherrschaften bildete Roketnice ab 1850 eine politische Gemeinde im Bezirk Třebíč. Im Jahre 1870 hatte sich die Zahl der Wohnhäuser auf 97 und die Einwohnerzahl auf 667 erhöht. 1890 hatte das Dorf 726 Bewohner. Seit 1921 führt die Gemeinde den Namen Rokytnice nad Rokytnou. Am 31. März 2009 erhielt der Ort den Status eines Městys.

## Gemeindegliederung
Für den Městys Rokytnice nad Rokytnou sind keine Ortsteile ausgewiesen. Zu Rokytnice nad Rokytnou gehören die Ansiedlungen Březovský Mlýn (Brzesower Mühle) und Veverka (Wewerka).

## Sehenswürdigkeiten
- Pfarrkirche Johannes des Täufers, 1885 renoviert. In der Krypta befindet sich die Grablege von Wenzel Zawisch von Wossenitz († 1691)
- Statue des hl. Johannes von Nepomuk
- Statue des hl. Johannes Chrysostomos